# Li Desheng
Li Desheng (chinois : 李德生, 4 mai 1916, 8 mai 2011) est un général chinois de l'Armée populaire de libération. Il est né dans le xian de Xin, de la province du Henan, en Chine, une région maintenant connue comme le « berceau des généraux » pour le grand nombre d'officiers supérieurs militaires nés dans la région. Il a rejoint l'Armée rouge des ouvriers et des paysans chinois à l'âge de 14 ans, en 1930, la Ligue de la jeunesse communiste en 1931 et le Parti communiste chinois un an plus tard. Il a atteint le grade de major général en 1955 et de général en 1988. Son avancement rapide laisse penser qu'il était soutenu par Chen Xilian. Li Desheng a servi sur le politburo de 1969 à 1987, l'une des périodes les plus turbulentes de la République populaire. Il est décédé à Beijing le 8 mai 2011.

## Biographie
Li Desheng est un instructeur politique de section d'approvisionnement d'un régiment en 1934 et un chef de peloton en 1937. Il participe aux bases révolutionnaires de la Longue Marche et du Hubei-Henan-Anhui. Pendant la guerre contre le Japon, Li Desheng occupe le poste de commandant de peloton en 1937 puis il est commandant de compagnie en 1938, commandant de bataillon en 1939-1943 et commandant de régiment en 1943-1945, tous sous la direction de Liu Bocheng et Deng Xiaoping de la 129e division. Li Desheng est le commandant de la 17e brigade de 1946 à 1949 et sert dans l'armée de campagne des plaines centrales pendant la campagne de Huaihai. Avant la réorganisation après la victoire communiste de 1949, où la 17e Brigade a réapparu comme le 12e Corps de la 2e Armée de Campagne, Li a conduit sa 35e Division dans la guerre de Corée de 1951 à 1953, il s'élève au grade de Commandant de Division. Après la guerre de Corée, Li Desheng a été promu général major et est retourné dans la province d'Anhui dans la région militaire de Nanjing. Li Desheng est devenu Commandant adjoint, et plus tard Commandant, de ce qui est finalement devenu l'Armée du 12e Groupe du Jiangsu. Li Desheng devient commandant adjoint de la région.  
La Révolution culturelle permet à Li Desheng de se mettre en avant et d'obtenir rapidement des promotions au détriment des généraux promouvables avant lui. Ainsi en septembre 1966, il signe un article dans le Wenhuibao de Shanghai, évoquant Lin Biao mais surtout vantant le « génie militaire » de Mao Zedong, affirmant qu’il avait été le premier au monde à concevoir le concept de la concentration des forces en tactique militaire, oubliant ainsi Carl von Clausewitz, mais aussi Sun Zi, un général chinois du VIe siècle av. J.-C. (544–496 av. J.-C.) Il ne manque pas non plus de vanter , la femme de Mao Zedong. En récompense, il est promu membre suppléant AU  Bureau politique du IXe congrès, en avril 1969. Après l'élimination de Lin Biao, Li Desheng dirige la purge de l’Armée populaire de libération et sa reprise en main par le Parti communiste. En août 1973, il accède au premier plan, il devient vice-président du Parti et membre du comité permanent du Bureau politique. Mais il est à son tour éliminé, il est alors muté à Shenyang et Chen Xilian le remplace à Pékin. Cette mise à l'écart le sauvera finalement des purges engagées après la mort de Mao Zedong et l'arrestation des membres de la bande des Quatre en 1976.